# Гаджиева, Севиль Максуд кызы
Севиль Максуд гызы Гаджиева  (азерб. Sevil Maqsud qızı Hacıyeva; 3 октября 1968 — 12 сентября 2000) — азербайджанская певица, солистка музыкальных групп «Карван» и «Гая».

## Ранняя жизнь и карьера
Севиль Гаджиева родилась 3 октября 1968 года в Баку, окончила Бакинскую музыкальную академию (тогда Азербайджанскую государственную консерваторию) по классу фортепиано.
Участвовала в песенных конкурсах «Бакинская осень-88» и «Юрмала-89», став в конце 1980-х одной из самых известных азербайджанских певиц. После победы в Юрмале некоторое время была солисткой группы «Карван», где спела, в частности, свой хит «Şahzadə» («Принц»). После распада «Карвана» была приглашена в вокальный квартет «Гая» его арт-менеджером Теймуром Мирзаевым. Там она пела до середины 1990-х, после чего покинула сцену и эмигрировала в США.

## Смерть
12 сентября 2000 года Гаджиева возвращалась с работы домой в Лос-Анджелесе вместе с музыкантом, с которым она выступала в клубе. Их остановил вооружённый грабитель, который потребовал денег и, получив отказ, выстрелил из пистолета. Согласно Департаменту судебно-медицинской экспертизы округа Лос-Анджелес, Гаджиева скончалась от нескольких огнестрельных ранений. Она была похоронена на кладбище  Голливуд-Хиллз (Форест Лаун Мемориал Парк) в Калифорнии.